# Ludwig Philipp von Bombelles
Ludwig Philipp von Bombelles (Ratisbona, 1º luglio 1780 – Vienna, 7 luglio 1843) è stato un diplomatico austriaco.

## Biografia
Discendente da una famiglia nobile di origini lusitano-francesi, il conte Ludwig Philipp von Bombelles nacque a Ratisbona il 1º luglio 1780, figlio del generale, diplomatico e poi vescovo di Amiens (1817) Marc Marie de Bombelles e della principessa Angélique de Mackau.
Entrato nell'esercito austriaco, successivamente venne trasferito a Napoli. Tornato a Vienna, venne impiegato presso la cancelleria segreta di stato dove ebbe l'opportunità di conoscere il cancelliere Metternich che lo assegnò all'ambasciata austriaca a Berlino dove ebbe modo di provare il pesante impatto che ebbe sul pubblico tedesco la morte della regina Luisa. In seguito divenne chargée d'affaires a Berlino. Inviato a Breslavia, ricevette poi la missione diplomatica a Copenaghen per convincere re Federico VI di Danimarca a ritirarsi dall'alleanza con Napoleone Bonaparte.

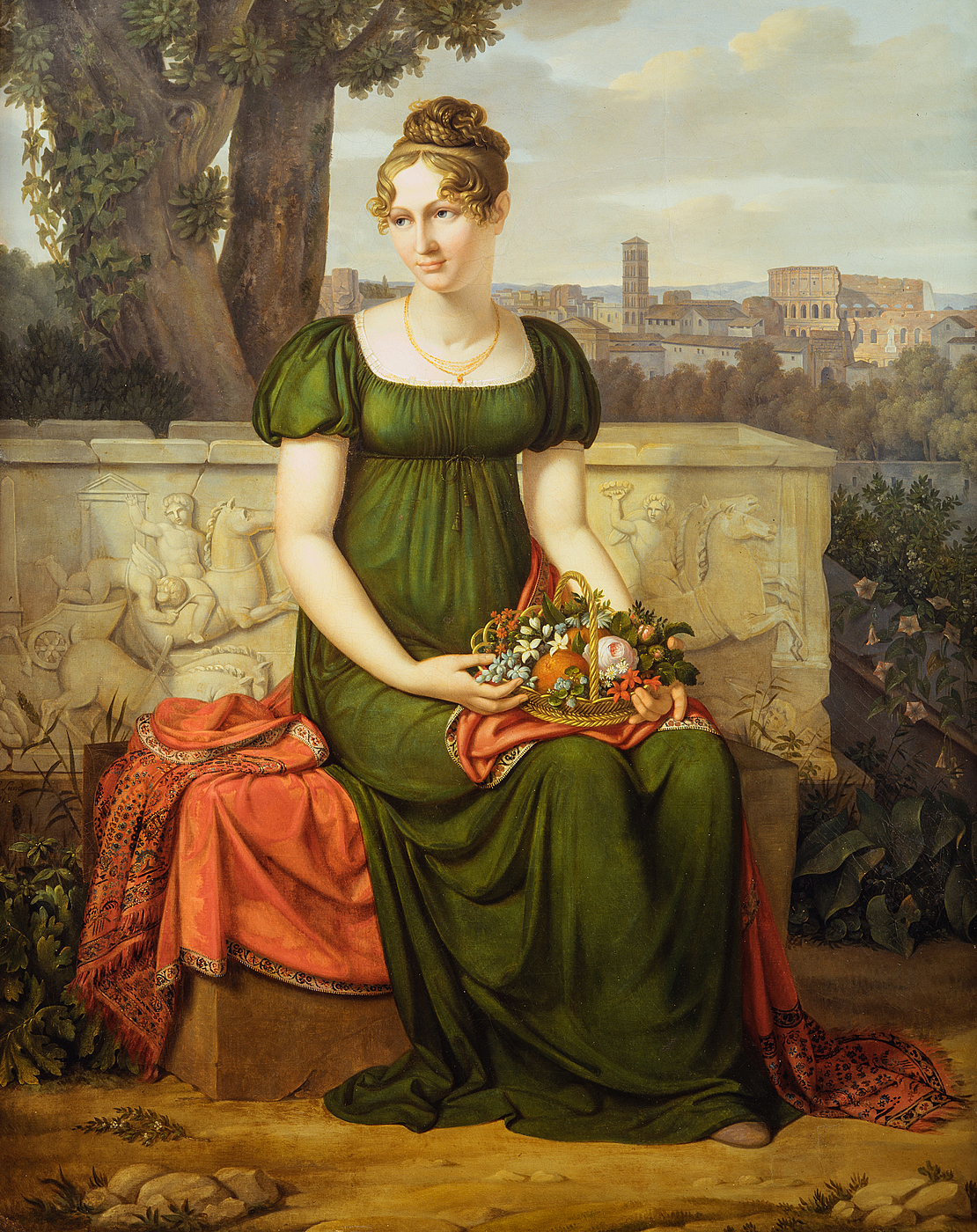
Ida Brun, moglie di Ludwig Philipp von Bombelles

Dopo la prima pace di Parigi, venne nominato ambasciatore austriaco a Copenaghen dove, nel 1816, si sposò con Ida Brun (1792 - 1856), figlia del mercante Constantin Brun e della scrittrice Friederike Brun. Venne poi destinato a Dresda dove la sua casa divenne uno dei fulcri dell'alta società locale come luogo di ritrovo di musicisti ed intellettuali in Sassonia.
Partecipò ai Deliberati di Karlsbad che si tennero nel 1819 come rappresentante per conto dell'Impero austriaco, seguendo pedissequamente le istruzioni ricevute da Vienna. Trasferito da Dresda a Napoli sempre come ambasciatore, la rivoluzione ivi scoppiata gli impedì de facto di assumere il suo incarico. Successivamente funse da inviato presso le corti di Firenze, Modena e Lucca, Torino e, dal 1832, venne assegnato a Berna presso la Confederazione Elvetica.
Come confidente di Metternich e sostenitore della sua politica di restaurazione, rappresentò un'estrema opposizione a tutte le tendenze liberali. La sua politica andò di pari passo con quella del nunzio pontificio e propugnava una "politica della mano forte", che non escludeva l'intervento militare austriaco in Svizzera qualora vi fossero state delle opposizioni.
Ludwig Philipp von Bombelles morì il 7 luglio 1843 a Vienna.
Suo fratello Heinrich Franz von Bombelles fu anch'egli noto diplomatico e tutore dei nipoti dell'imperatore Francesco II, ed in particolare del futuro Francesco Giuseppe I. L'altro suo fratello, Charles-René de Bombelles (1785-1856), fu primo ministro alla corte di Parma e terzo marito dell'arciduchessa Maria Luisa d'Asburgo-Lorena.